# Ulodesmus robustus
Ulodesmus robustus är en mångfotingart som beskrevs av Lawrence 1958. Ulodesmus robustus ingår i släktet Ulodesmus och familjen Gomphodesmidae. Inga underarter finns listade i Catalogue of Life.